# Sistema de ecuaciones

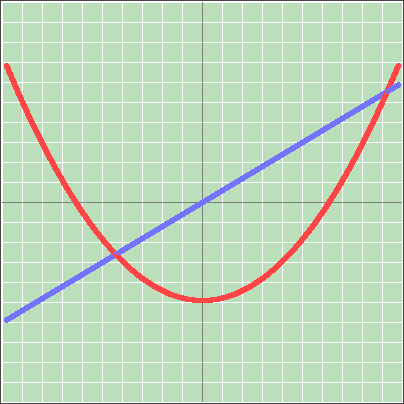
Representación gráfica de un sistema de dos ecuaciones con dos incógnitas. La solución a este sistema se obtiene de los puntos de corte de ambas funciones

En matemáticas, un conjunto de ecuaciones simultáneas, también conocido como sistema de ecuaciones, es un conjunto finito de ecuaciones para las que se buscan soluciones comunes. Un sistema de ecuaciones generalmente se clasifica de la misma manera que las ecuaciones individuales, es decir, como:
- Sistema de ecuaciones lineales
- Sistema de ecuaciones no lineales
- Sistema de ecuaciones bilineales
- Sistema de ecuaciones algebraicas
- Sistema de ecuaciones diferenciales